# National Geographic Channel
National Geographic Channel är tv-kanalen från mediakoncernerna National Geographic Society och Rupert Murdochs mediekoncern News Corporation. Den förstnämnda är mest känd för tidningen med samma namn. Kanalen lanserades i Europa och Australien under september 1997 och sänder idag till 230 miljoner hushåll, 162 länder, på 27 språk. I Europa når kanalen 43 miljoner hushåll i 39 länder och sänder på 18 språk.
Programmen handlar om vetenskap, teknik, historia, natur och samhälle.

## Distribution
National Geographic Channel finns tillgängliga via Boxer, Com Hem, Viasat, Canal Digital och Telia Digital-TV.